# New Blue Sun
New Blue Sun — дебютный сольный альбом американского рэпера и музыканта André 3000. Он был выпущен на лейбле Epic Records 17 ноября 2023, ознаменовав конец 17-летнего перерыва в выпуске нового материала.
Альбом был спродюсирован самим André 3000 и Карлосом Ниньо и включает инструментал ансамбля, в котором состояли André 3000 (флейта), Ниньо (перкуссия), Nate Mercereau (гитара), Deantoni Parks (ударные), V.C.R. (скрипка), Surya Botofasina и Diego Gaeta (клавишные), Matthewdavid (мицелиальная электроника), Jesse Peterson (мульти-инструментал), и Mia Doi Todd (вокал). New Blue Sun получил положительные отзывы критиков, был номинирован на Альбом Года и Лучший альтернативный джазовый альбом на 67-й церемонии «Грэмми»

## Предыстория
Повторяя прошлый опыт игры на духовных инструментах, André 3000 объединился с Джеймсом Блейком в 2018 году чтобы выпустить 17-минутную инструментальную джазовую песню под названием "Look Ma No Hands", играя на бас-кларнете.
За несколько лет до того, как сделать New Blue Sun, André 3000 публично появлялся играющим на флейте; также он появился в роли флейтиста в фильме 2022 года «Всё, везде и сразу». Вскоре он встретился с джазменом Карлосом Ниньо в Лос-Анджелесе, где они начали делать студийный альбом. Песня "Tunnels of Egypt" была сделана во время записи New Blue Sun, но не была добавлена в альбом и позже была выпущена 22 ноября 2024 года. В преддверии анонса New Blue Sun, рэпер Killer Mike намекнул на предстоящий релиз André 3000.
Будучи его первым сольным студийным релизом и первым студийным материалом за значительный период времени, 87-минутный альбом в основном состоит из «экспериментальной флейтовой музыки» с использованием как акустических, так и электронных инструментов, на которую повлияли духовные джазовые музыканты и композиторы-минималисты. В нём представлено множество различных флейт, исполненных André 3000 в разных стилях в восьми инструментальных пьесах.
Анонсируя альбом 14 ноября 2023 года, André 3000 заявил, что этот проект не будет «рэп-записью»; он также развеял слухи о том, что работает над рэп-альбомами.
Альбом изначально назывался «Everything Is Too Loud», но был переименован, потому что André 3000 побоялся, что это «придаст негативного оттенка».

## Отзывы критиков
| Совокупная оценка | Совокупная оценка |
| Источник          | Оценка            |
| ----------------- | ----------------- |
| AnyDecentMusic?   | 7.2/10            |
| Metacritic        | 77/100            |
| Оценки критиков   |                   |
| Источник          | Оценка            |
| AllMusic          | [ 15 ]            |
| Clash             | 6/10              |
| Evening Standard  | [ 17 ]            |
| HipHopDX          | 4.1/5             |
| MusicOMH          | [ 19 ]            |
| The Observer      | [ 20 ]            |
| Paste             | 8.3/10            |
| Pitchfork         | 8.3/10            |
| Spill             | [ 23 ]            |
| The Times         | [ 24 ]            |

New Blue Sun получил положительные отзывы музыкальной критики и интернет-изданий. На Metacritic он получил 77 из 100 баллов на основе 10 обзоров.
Делая обзор для Pitchfork, Сэди Сартини Гарнер описала его как "87-минутный оммаж нью-эйджу и эмбиентному джазу. Это прекрасный, требовательный и самый очаровательный жанровый поворот для артиста в наше время". Робин Мюррей из  Clash назвал его "расслабляющим, иногда притягивающим, а часто откровенно красивым" и то, что альбом "основан на любви Андре к мелодии и его блуждающем духе".
Фред Томас из AllMusic описал его как "Если вы сможете преодолеть предпосылку (и проигнорировать глупые названия песен, большинство из которых слишком длинные и тупые, чтобы удостоить их упоминания здесь) и воспринять New Blue Sun как альбом созерцательных целительных звуков, то он будет вполне приятным". Дэвид Смит из Evening Standard задался вопросом: "Это таким образом он [André 3000] собирается заново представить себя в мире музыки?" и написал, что альбом "ощущается как музыка того времени, когда в Вашем музыкальном магазине была секция жанра 'нью-эйдж'", называя сами песни "длинными, мирными и намеренно несосредоточенными".
New Blue Sun появился в списках «Лучших альбомов года 2023 года» от Pitchfork и Consequence, которые поставили его на 50-е и 47-е место соответственно.

## Список композиций
| №                   | Название | Музыка                                                         | Длительность |
| ------------------- | --- | -------------------------------------------------------------- | ------------ |
| 1.                  | «I Swear, I Really Wanted to Make a 'Rap' Album but This Is Literally the Way the Wind Blew Me This Time»                                         | André Benjamin Carlos Niño Nate Mercereau Surya Botofasina     | 12:20        |
| 2.                  | «The Slang Word P(*)ssy Rolls Off the Tongue with Far Better Ease Than the Proper Word Vagina. Do You Agree?»                                     | Benjamin Niño Mercereau Botofasina                             | 13:50        |
| 3.                  | «That Night in Hawaii When I Turned into a Panther and Started Making These Low Register Purring Tones That I Couldn't Control ... Sh¥t Was Wild» | Benjamin Niño Deantoni Parks Mercereau                         | 10:29        |
| 4.                  | «BuyPoloDisorder's Daughter Wears a 3000® Shirt Embroidered»                                                                                      | Benjamin Niño Mercereau Botofasina                             | 13:05        |
| 5.                  | «Ninety Three 'Til Infinity and Beyoncé» | Benjamin Niño Diego Gaeta Matthewdavid Shabaka Hutchings V.C.R | 3:49         |
| 6.                  | «Ghandi, Dalai Lama, Your Lord & Savior J.C. / Bundy, Jeffrey Dahmer, and John Wayne Gacy»                                                        | Benjamin Niño Gaeta Jesse Peterson Mia Doi Todd                | 10:15        |
| 7.                  | «Ants to You, Gods to Who?» | Benjamin Niño Gaeta Peterson Todd                              | 6:42         |
| 8.                  | «Dreams Once Buried Beneath the Dungeon Floor Slowly Sprout into Undying Gardens»                                                                 | Benjamin Niño Mercereau Botofasina                             | 17:11        |
| Общая длительность: | Общая длительность: | Общая длительность:                                            | 87:41        |

## Участники записи
Взято из аннотации к альбому.
Музыканты
- Карлос Ниньо – металлофон, колокол, тарелки, ударные, гонг, перкуссия
- Nate Mercereau – гитара, синт-гитара, сэмплирование (1–4, 8)
- Surya Botofasina – клавишные, синтезатор (1, 2, 4, 8)
- André 3000 – ветровой контроллер[англ.]] (1, 2, 5–8), флейта-контрабас[англ.]] (3), "panther toning" (3), флейта (4, 5)
- Deantoni Parks – ударные (3)
- Diego Gaeta – клавишные, синтезатор (5); пианино (6, 7)
- Matthewdavid – Мицелиальная электроника (5)
- V.C.R – скрипка (5)
- Jesse Peterson – бас (6, 7)
- Mia Doi Todd – вокал (6, 7)

Техническая состовляющая
- André 3000 – продюсирование, сведение
- Carlos Niño – продюсирование, сведение
- Ken Oriole – сведение, режиссирование, запись
- Andy Kravitz – мастеринг
- Fab Dupont – дополнительное продюсирование

## Чарты
| Чарт (2023–2024)                             | Высшая позиция |
| -------------------------------------------- | -------------- |
| Германия (Offizielle Top 100)                | 55             |
| Швейцария (Schweizer Hitparade)              | 50             |
| Великобритания (UK Digital Albums Chart)     | 7              |
| UK Record Store (OCC)                        | 17             |
| США (Billboard 200)                          | 34             |
| US New Age Albums (Billboard)                | 1              |
| US Top Rock & Alternative Albums (Billboard) | 8              |